# 石掛銀
石掛銀（こくがかりぎん）は、江戸時代、大坂市中の公役（こうえき）の徴収法のひとつである。「石掛出銀」ともいう。「役掛銀」に対する。
石掛銀は町々の石高におうじて、1石あたり銀何匁何分打というように、賦課するので、土地にたいする負担である。
打とは賦課の意である。石掛銀は、同面積の土地であっても同一であるとはかぎらない。無役屋敷をも打ち込みにして、すべて石高を土台にして徴すべきではあるが、いったん石高を基準にして町々に賦課されたからには、その町々では無役屋敷の分をのぞき、役掛銀とあわせて、役にわりつけて徴収するのが例であった。
石掛銀の費用は文化5年11月三郷惣年寄が書き上げた「役掛石掛名目覚書」に詳しい。